# Edgard Pisani

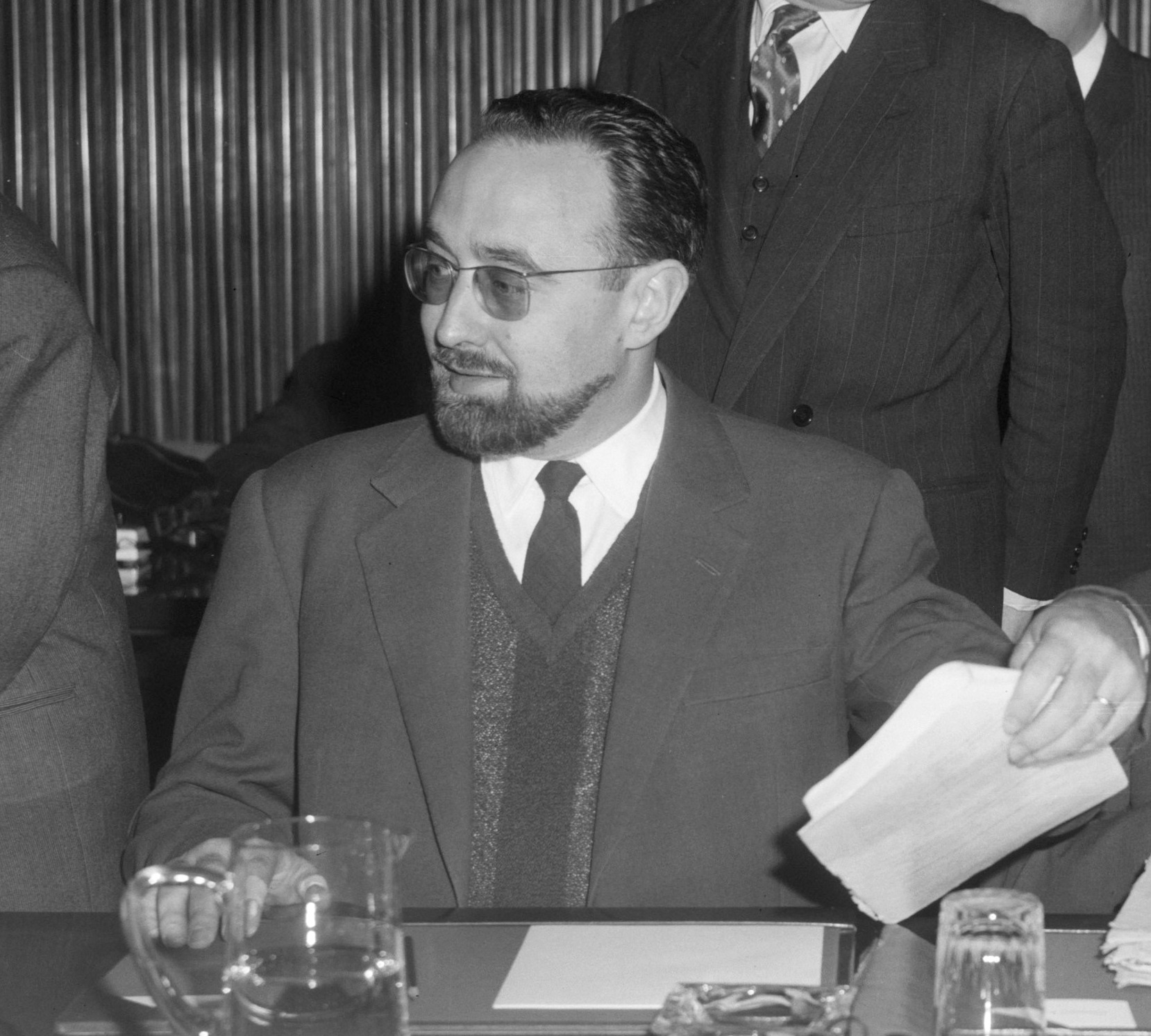
Edgard Pisani (1964)

Edgard Edouard Pisani (* 9. Oktober 1918 in Tunis; † 20. Juni 2016 in Paris) war ein französischer Politiker der Parti Socialiste und EG-Kommissar in den Jahren 1981 bis 1984.

## Leben und Werk
Pisani, dessen Familie maltesischer Herkunft war, kam 1936 nach Paris, wo er am Lycée Louis-le-Grand das Abitur ablegte und eine Laufbahn für den höheren Verwaltungsdienst absolvierte. Pisani war während des Zweiten Weltkriegs in der Résistance aktiv und übernahm 1944 ein Amt als Präfekt der Polizei im befreiten Frankreich. Anschließend war er im Innenministerium und im Verteidigungsministerium tätig.
Ab 1947 war er Verwaltungsleiter des Départements Haute-Marne, von 1954 bis 1961 Senator und anschließend bis 1966 Landwirtschaftsminister.
Ab 1967 saß er in der französischen Nationalversammlung und von 1974 bis 1981 war er Senator für Haute-Marne. 1979 bis 1981 war er Mitglied des Europäischen Parlaments. Danach wechselte er als Kommissar für Entwicklung und humanitäre Hilfe in die Kommission Thorn. Von 1985 bis 1988 war er danach Hochkommissar für Neu-Kaledonien.
Von 1988 bis 1995 leitete Pisani das Institut du monde arabe.